# Binayak
Binayak (en népalais : विनायक) est un comité de développement villageois du Népal situé dans le district d'Achham. Au recensement de 2011, il comptait 5 611 habitants.